# Ensliniana bidentata
Ensliniana bidentata är en biart som först beskrevs av Heinrich Friese 1899.  Ensliniana bidentata ingår i släktet Ensliniana och familjen buksamlarbin. Inga underarter finns listade i Catalogue of Life.